# Lophiobagrus asperispinis
Lophiobagrus asperispinis es una especie de pez de la familia Claroteidae en el orden de los Siluriformes.

## Morfología
• Los machos pueden llegar alcanzar los 3,4 cm de longitud total.

## Hábitat
Es un pez de agua dulce y de clima tropical que vive entre 9-20 m de profundidad.

## Distribución geográfica
Se encuentran en África: lago Tanganika.

## Uso comercial
No tiene ninguno.